# Indonemoura shergaoni
Indonemoura shergaoni är en bäcksländeart som först beskrevs av Aubert 1967.  Indonemoura shergaoni ingår i släktet Indonemoura och familjen kryssbäcksländor. Inga underarter finns listade i Catalogue of Life.